# 魔人探偵脳噛ネウロの犯罪者
魔人探偵脳噛ネウロの犯罪者（まじんたんていのうがみネウロのはんざいしゃ）では、松井優征の漫画作品『魔人探偵脳噛ネウロ』および、その派生作品の登場人物の内、犯罪行為に深く関わっている者達について解説する。
「謎」が解き明かされた瞬間、性格や（時には）姿までが豹変して、狂った本性（いわゆるサイコパス）を見せる犯罪者（犯人）達は、本誌では人気投票とは別に「"犯"人気投票」なるものまで行われている。ここでは、「"犯"人気投票」にエントリーされた犯人達と、その後の事件の犯人達を掲載するが、厳密には犯人ではない者も含まれている。「推理漫画ではない」ことを強調するためなのか、コミックスの目次（ドラマCDではブックレット）の「まじんたんていのうがみねうろ」の文字がたくさん並んでいる部分には、よく見ると犯人の名前が隠されているというギミックがある。
声の項は特記ない限りアニメ版のキャストとする。

## 事件の犯人
毒殺女（どくさつおんな）
ファミレスで起こった毒殺事件の犯人。ネウロが最初に謎を喰った事件の犯人。本名は不明。
愛人の下呂 光（げろ ひかる）に裏切られた恨みから、下呂を毒殺する。本人の話によれば、しばらく幸せな日々を過ごしていたが、一枚の写真から全てが壊れ始めたらしい。しかし、彼女が語る犯行の動機にネウロは一切の関心を示さなかった。
アニメ版では鷲尾が劇中で描かれた最も過去の犯人のため、登場しない。
竹田 敬太郎（たけだ けいたろう）
桂木誠一殺害事件の犯人。捜査一課の刑事。
笹塚の上司として登場する。心優しく穏やかで人の良さそうな老刑事だが、その実態は恐怖や悲しみに「加工」された人間の表情を見ることに快感を覚える異常性癖の持ち主。弥子の笑顔に目をつけ、彼女の表情を「加工」するというためだけに、父の桂木誠一を殺害した。未解決の前科が何件もある模様。『謎』を喰われた後、ネウロに実験的に脳内をいじられ、廃人と化した。
笹塚とは長い付き合いで、家族を殺された彼を励ましながら、内心では彼の苦悶を舌なめずりしていた。刑務所入りした後、怪盗Xに顔をコピーされ、Xが弥子を誘拐する際に利用される。
アニメ版では、怪盗Xの仮の姿の一つ。怪盗Xが彼に化けて誠一をチェーンソーで殺害する役回りのため、本物の彼は本編には登場せず、筒井同様既に殺されているようである。
至郎田 正影（しろた まさかげ）
声 - 大塚明夫 / 伊藤健太郎（ドラマCD版）
シュプリームSに起こった脅迫およびシェフ殺害の犯人。「成功を呼ぶ店」と呼ばれるフレンチレストラン『シュプリームS（シロタ）』のオーナーシェフ。
一見すれば心優しく部下思いなシェフだが実際は弥子が少し真相に近い言葉を呟いただけで激昂し厨房にこもるなど粗暴な性格で、その料理には違法な薬物が多量に含まれており、それを用いて“食の千年帝国”を作ろうと画策し、それに反対するチーフ・シェフの海野浩二（うんの こうじ / 声 - 遊佐浩二）を殺害し、時間差トリックを使って別の誰かに殺されたように偽装する。しかし、ネウロにアリバイ工作を見破られ、自らの編み出した究極の料理『ドーピングコンソメスープ』で肉体を強化し逃走を図ったが、ネウロの安い挑発に引っ掛かり激昂、一転して襲い掛かるもネウロには全く通じず、痩せ細った姿に変えられた。
アニメでは第1話に登場している。
真説ボボボーボ・ボーボボでは敵側だがゲスト出演し、DCS真拳(ドーピングコンソメスープ真拳)を使ったりしていたが、ソフトンにあっさり倒された。
ドラマCDにも登場。第一弾では、『獄中ですよ』という番組にて『ドーピングホワイトシチュー』なる新開発のメニューを引っ提げて登場する。レシピも紹介されたがそのほとんどが放送禁止用語として「ピー音」で修正された。
ドラマCD第二弾では、『DCS 春のチョイ悪歌謡祭』という番組に登場。アシスタント（声 - 夏樹リオ）とともに、『ドーピングコンソメミュージカル』を披露するが、あまりに不適切な内容に番組が中断する事態となる。
鷲尾 正勝（わしお まさかつ）
声 - 山口勝平
早乙女國春殺害事件の犯人。早乙女金融の社長代理。
子供の頃から立場にこだわりを持ち、自分が自分のいる「巣=集団」の中心にいないと気がすまない（一番≠中心というのがまためんどくさい）我侭な性格で、それ故に当時中心にいた社長・早乙女國春を殺害する。犯行時には、鳥のような不気味な顔になり奇声を上げる。事件の真相が明るみに出そうになると、口封じのためにネウロに発砲するが、逆にその銃弾で心を打ち砕かれ、怯えて奇声を上げながら死に物狂いで逃走。
刑事事件としては扱われず、巣を失い、行方をくらます。HAL編では1コマだけこっそり登場していた。最終巻では、豹変した状態のままどこかのビルの屋上に鳥のように佇んでいた。
アニメ版では第5話に登場。劇中で描かれた範囲では最も過去の事件の犯人。逃走後の行方に関しては、本編終了後のオマケカットで「後日、琵琶湖上空で発見」となっている。
糸田（いとだ）
声 - 飛田展男
アヤ・エイジアに執着し、過激なストーカー行為を繰り返す変態男。
背中に担いだリュックには大量の拘束具を詰め込んでいる。
アヤを拘束しようとするが、あまりに過激な面を見かねた笹塚に顔面を蹴飛ばされ、ネウロに魔界777ツ能力「拷問楽器「妖謡・魔」」によって、痛覚神経を直に弾かれて悶絶する。締めつけられることに快感と万能感を覚えるらしく、逮捕後もその性癖は全く直らなかったが、この一件が強烈なトラウマとなって、本人曰く「もう音すら聴きたくない」状態となった。
アニメ版では第9・10話に登場。ゲームでは竹田がその役割を務めている。
篠原 紀夫（しのはら のりお）
ハンディーカメラを片手に情報を集めるフリーライター。過激なパパラッチ。
「有名人はマスコミに有名税を払う義務がある」というモットーから、ヤラセや中傷的なデマを出した過剰報道で自分の取材を拒否した多くの芸能人・文化人を失脚させ、時には自殺に追い込んできた（それらを本人は「撮り殺す」と表現していた）。豹変によって右目がカメラのレンズと一体化しており、眼球が剥き出しになっている。弥子に笑顔で強引な取材を試みたが、たまたま現場にいた吾代に殴られ本性を現し、弥子達を撮り殺そうとしたが失敗。ネウロの制裁を受け、目をあけると自分が無数の目に見られている状態になり、パニックに陥った。その挙句、通りかかった怪盗Xに殺され、箱詰めにされた。
身勝手な理屈でネウロと敵対したため倒されたが、謎を作る犯罪者として倒されたわけではない（過去の犯罪の謎というわけでもなく、本当にただ倒された）。Xは後に彼同様に眼球を変化させることでHALIIをコピーしている。
アニメでは登場しない。
堀口 明（ほりぐち あきら）
声 - 堀江一眞
怪盗Xに憧れ、殺した動物（盗んだペット）を箱に詰めていた引きこもりの少年。
動物だけでは飽き足らず、実の祖母・みなみを殺害して箱に詰めようとした。怪盗Xのことを考えるだけで鳥肌が立つ。祖母こそがXであり、正体を表したXに仲間に入れて欲しいと頼むも断られ、殺されて雑に箱っぽくされる。ネウロも最初からみなみの死体＝Xの擬態に注目しており、彼を眼中に入れていなかった。
アニメ版では第7話に登場。模倣犯＝コピーキャット（ネコ）に豹変した。また、アリバイトリックも原作とは異なり、原作よりも分かりやすいものとなっていて怪盗Xに頼んだのも「死体の箱詰めが上手くできないので上手く箱詰めする方法を教えて欲しい」となっている。
賀久 安由美（かく あゆみ） / 爆弾魔ヒステリア（Bommer Histerrier）
声 - 松本梨香
普段は2人の子供を持つ主婦で、爆弾魔ヒステリアの正体である女性。
実は自分で人格を作り上げた多重人格者であり「本能」という別人格を持つ。
ちなみにBomberの綴りが間違っているのは意図的にそうしているもので間違えた訳では無い。
自分の中に、あらゆる破壊衝動を掻き集めて組み立てた“本能（カレ）”というもう一つの人格を持ち、“本能（カレ）”の言葉に忠実に従う“理性（イヌ）=ヒステリア”として犯行を行う。
本性を現した際には犬耳のカチューシャを着け、顔が犬のように変化する。「人間は本能に忠実な犬である」が持論で、本能を表にさらけ出すことを「ブッちゃける」と呼ぶ。爆破予告を看破したネウロに、仕掛けた爆弾を発見された上で正体を見破られ、予備の爆弾も笹塚の精密射撃により爆破を阻止される。その後も必死に反抗するが、ネウロの圧倒的な気迫に屈服し、そのまま逮捕された。事件終結にて、犯人ならぬ他容疑者達よりもブッちゃけるのがヘタクソだったというオチまでついた。
7巻のおまけページでは、絵石家の飼い犬のドーベルマンに変装していた怪盗Xに対し、自身の豹変と似ている事で被られた危機感を覚えていた。
最終巻において、刑務所に面談に来た夫に子の成長を伝えられ、涙を流しながら喜んでおり、家族の縁は切れていない模様。
アニメでは第4話に登場。元々『自分の中の破壊衝動を抑えきれなくなって犯行に及ぶ』という電子ドラッグ患者に近い性質を持つ犯人だったためか、実際に彼女の犯行に電人HALが関わっていたことが示唆されており、後に百舌貴泰同様電子ドラッグの中毒者でもあったことが明かされる。
デイビッド・ライス（David Rice）
声 - パトリック・ハーラン（パックンマックン)
温泉旅館での露木 さくら（つゆき さくら / 声 - 岡村明美）密室殺害事件の犯人。
私立大学に通う留学生。異文化交流を研究していた。自分を振ったサークル仲間の露木を毒ガスで自殺に見せかけ殺害した。親日家を装っていたが、実は狂信的なまでの愛国主義者で、「ボクの国」のネガティブな部分すら全肯定し、日本の文化を見下している。豹変時には鼻が天狗の様に伸び、鼻の穴がドクロマークのように変化した（また、鼻の付け根に口らしきものも見える）。平等の精神と異文化交流を履き違え、「格上が格下を見下げることが異文化交流」だと豪語した。弥子や春川に「考え方そのものが幼稚」「クラスで相手にされない中学生が小学生の遊び場でガキ大将を気取っている」「実に下等な思考回路」と非難されて逆上し、隠し持っていた拳銃を発砲したが、ネウロに「貴様は格下どころかランク外」と論破され暴力でも敗れ、魔界777ツ能力『生まない女王様（イビルバジャー）』を寄生させられて、納豆を食べ続けないと呼吸できない身体にされ、そのまま逮捕された。
その後、刑務所では折れた鼻を補強され、「DJデイビッドのオールナイトプリズン」と称して服役者の手紙を読んでは、相変わらずのように「ボクの国」を引き合いに出して回答している。だが、故郷から送られて来た母からの手紙を見て泣き出したり、他の日本人の服役者の暖かさに触れて感涙し共に「ボクの国」の国歌を歌うなど、それなりに良い刑務所生活を送っている模様。
アニメ版では第14話に登場。「ボクの国では」という台詞が「ボクは」とデイビッド個人のことに変更されており、更に姿がアメリカンコミック風（≠ボクの国）になっている。ネウロによる制裁も、納豆を無理矢理食べさせるというソフトな表現になっている。
百舌貴泰（もず たかやす） / 噛み切り美容師
声 - 関智一
美容院「ファング」を経営するカリスマ美容師にして連続殺人犯「噛み切り美容師」である男性。
美しい髪の持ち主の首を切断して殺害した後、血液を整髪剤に使って髪をセットするという犯行を繰り返す。
“弥かねちゃん”の髪に目をつけて、標的として捕らえる。犯罪者として、当時の弥子よりも格上だった。
無名の頃は女性に暴行を働いた上で無理やりセットするという事件を起こしていた。病的な髪フェチで、髪の毛だけで人を判断し、ネウロが人間でないことも髪を見ただけで見抜いた。「人の上にあるのは髪であり、その髪を切る自分は神である」という理解不能な持論を掲げ、自らを「髪の神」と名乗る。犯行が暴かれた時は目と眉毛が鋏のような形に変化した。最終的には、ネウロに魂ごと髪の毛を全部刈り取られて逮捕される。
その後、刑務所ではデイビッドのラジオ番組に「ボウズ頭ばかりでろくな出会いが無い」と手紙を出していた。最終巻では、泡で他の囚人の髪型を整えていた。
アニメでは第6話に登場。辛い物好きのようで、パスタに大量のタバスコをかける場面も見られ後に賀久同様電子ドラッグの患者だったことが判明する。
真栗 一茂（まぐり かずしげ）
声 - 家中宏
芸術家・絵石家 塔湖（えしや とうご / 声 - 後藤哲夫）と、その夫人であり自身の妹・妙（たえ / 声 - 一城みゆ希）を殺害した犯人。
遊び人の次男・真栗 泰次（まぐり やすじ / 声 - 加瀬康之）、格闘家の三男・利参（としみつ / 声 - 稲田徹）と妹・妙、塔湖、由香と同居していた。塔湖のマネージャーでもあった。
犯行に及んだのは、「家族（えだ）を切れば切るほど残った家族（えだ）に栄養が集中する（＝遺産の取り分が増える）」という理屈からであった。豹変時には飲んでいたウイスキーを頭に浴びせ、髪の毛で枝を形成する。ネウロに謎を暴かれ、豹変してなお敗れる。直後、正体を現した怪盗Xがネウロを狙ったショットガンの流れ弾に当たり、死亡。
アニメでは第12・13話に登場。豹変後の見た目がかなり異なり、重傷を負いながらも一命は取り留めた様子。
大塚 輝希（おおつか てるき）
声 - 浪川大輔
中古家具屋「池屋」店主である池谷通の後輩・元弟子の家具デザイナー。
家具に異常な愛着を抱いており、池谷が制作した机「トロイ」を利用し、家具を軽く見た購入者2名を呪いを装って殺した挙句、池谷に濡れ衣を着せた。
豹変時には「家具の全ては完璧なフィット感」と主張しながら自らの机を変形させ、パワードスーツのように全身に装着する。犯行がばれた後は、暴力で池谷を殺しに乗り込もうと意気込んだが、魔帝7ツ兵器『朽ちる世界樹』（イビルツリー）に敗れ、逮捕される。
家具に対する狂信的なまでの信念を見せる彼であったが、弥子曰く「池谷さんを妬んでいた」とのこと。一方で池谷が引退した理由は、皮肉にもその大塚がデザイナーとして成長していくのを見て「自分がいなくてもいい家具は生まれていく」と感じたためだった。
アニメでは第20話に登場。原作に登場したキャラの中では最後に登場した犯人。
宮迫 醍醐（みやさこ だいご）
玩具会社「狸屋」の社長の宮迫達夫の息子で、取締役。
普段は父親思いな性格を装っていたが「親の七光りは何でも許される最高の特権」が持論で、強い七光りがあれば努力せずに名誉や地位を得られると考えている。幼少の頃より自分の七光りが弱いと感じており、大人になってからも特別待遇されない自分の地位に納得できず、実の父親である達夫を殺害し、幼少の頃から演じてきた高所恐怖症によって罪を逃れようとした。更に狸屋を国内有数の企業に売り払い、そこの社長令嬢と結婚することで、より強い七光りを得ようとしていた。
豹変時はチョウチンアンコウのような顔になる。報復行為に出た睦月を人質に取り逃走を図るも、笹塚と吾代の連携プレーによって人質を奪回され、そのまま叩きのめされ逮捕された。
最終巻では豹変顔のままで悔しそうな表情で外の風景を獄中から眺めていた。
庵治川 拓（あじがわ ひらく）
食堂「キッチンあたり」店長。
「夢があれば全部OK」という極端な考えの持ち主。食後、自分の食堂で過ごしている常連客達の持つ夢を応援する一方、特に夢を持たずヒマつぶしに時間を使う者を許さず、新規客の勝又 屯平（かつまた とんぺい）を物盗りの犯行に見せかけて絞殺した。豹変時は鼻が垂れ下がってバクのような顔つきに変化する。自身の考えを「犯罪者の言い訳」と全否定した等々力も殺そうとするが、笹塚に阻止され、ネウロに魔界777ツ能力『拷問楽器「妖謡・魔」』（イビルストリンガー）を喰らった。ちなみに本人の夢は小説家になることだったが、大成せず実家を継いだ経緯がある。客からの人望はあり、客たちは彼をかばった。逮捕後は、石垣と一緒に60ページに及ぶ調書で漫画（原作：庵治川、画：石垣）を執筆し、裁判では「懲役刑と次回作執筆」の判決を言い渡された。
最終巻では、獄中で執筆活動を続けていた。
河津 悠亮（かわづ ゆうすけ）
自由に生きるために、父親を破滅させた男に復讐しようとした男。
「雨の中を歌うカエルのように自由の歌を奏でる」と意気込み、豹変するとカエルを思わせる顔つきになる。2年がかりでトリックを考えたらしいが、DRによるテロに巻き込まれ、犯罪を犯す前に濁流に呑まれ死亡した。
加納 則馬（かのう のりま）
「東西京スポーツクラブ」のチーフインストラクター。
「目標（ノルマ）は高ければ高いほど良い」という持論の下、スポーツクラブに訪れて自分の思想に賛同した人間を地下の隠し部屋に連れ込んでは、身勝手な目標を「運命（さだめ）て」達成するまで監禁していた。豹変時には眉毛と髭が変形し、棒グラフのような形になる。スポーツクラブに訪れた弥子をも監禁しようとするが、隠し扉を見破って駆け付けたネウロによって脳をいじられ、「右と左を同時に向く」という達成不可能な目標に苦しむこととなった。
亀田（かめだ）夫妻
入り江に住む老夫婦にして15年前の豪華客船カジノ現金強奪犯。夫は60歳、妻は56歳。
「海のぬし」を装って海に近づく人を遠ざけ、時には襲って、時効が成立するまで海中に隠した現金（彼ら曰く「美しい竜宮城」）を守っていた。豹変時には2人とも亀のような顔つきになる。時効寸前でネウロ達に正体を見破られ、一気に老け込んだ姿で逮捕される。

## 怪盗“X”と協力者
ネウロの命を狙う世界的な犯罪者、怪盗“X”と彼に力を貸す者。中心はあくまでXとアイの2名、協力者自体は何人もいるようだが作品に関わるほど登場したのは蛭のみ。
怪盗X（かいとう サイ）
声 - 朴璐美（アニメ版）/ 斎賀みつき（ドラマCD版）
世界を騒がす怪盗・殺人鬼。「怪盗X」の呼び名は邦訳であり、正しくは未知を表すXと、不可視 (Invisible) を表すIを合わせた“怪物強盗X.I（monster robber X・I）”。作中では「X（サイ）」と略されることが多い。美術品を盗むと同時に人を一人誘拐し、遺体を「赤い箱」に加工して返却するという、類を見ない手口で恐れられている。全く目撃されない上に証拠一つ残さない手際の良さや後述の特徴を、海外のメディアは「怪物強盗X.I」と名付けた。ネウロのライバルだが、ネウロにはなかなか勝てない。
人間の突然変異とも言うべき存在で、細胞を操作し、子供から老婆、果ては犬にまで姿を変えることが可能。理屈は癌細胞であるらしい。便宜上、普段は幼い少年の姿をとっている。殺した人間に化けることで、一般人から著名人まで多くの人間に「なって」おり、普段は行方をくらませている。
人間を一撃で叩き潰すほどの怪力と不死に近い体力を持ち、傷の治りも非常に速い。弱点はあるが、「関節を砕く」「電流で筋肉を麻痺させる」など、せいぜい数秒の時間が稼げる程度。だが最大の欠点は、脳細胞も常に変化するため記憶がその都度失われてしまうこと。故に年齢や性別などを含め、自身の正体が自分でも分からず、「作った奴の中身が全部詰まった」美術品を盗んだり、他人を解体（殺害）して中身を「箱」詰めして観察することで、自分が何であるかの答えを探し出そうとしている。
性格は極めて無邪気で残酷だが、内面には「自分の中身がわからない」故の苦悩と不安を抱え込んでいる。新たに知った「魔人」ネウロに深く興味を持ち、純粋な関心と自身の中身の所在の可能性を見て、彼の中身を見ることに執着している。自分の正体を魔人かもしれないと疑うも、魔人ネウロからは「間違いなく人間」と断言される。
記憶破壊と並行して能力の進化も加速しており、ネウロと何度か戦う過程で進化する。3度目の作戦では、HALⅡを吸収して電子ドラッグを修得し、弥子を洗脳する。だがそれでもネウロに勝てず、さらにシックスに捕まり連れ去られる。記憶を消されてXI（イレブン）となり、また細胞を抽出されて「新しい血族」の戦闘員に流用される。それ以降の経歴は「絶対悪」と「新しい血族」の項を参照。
その正体は、シックスのクローンに改造を施した実験体「験体11」。出生は17年前で、生まれた時の性別は雌（女性）。代理母も処分されている。名前すら与えられず識別番号で呼ばれるだけの実験動物として、完全密閉の科学施設で飼われていた。実験のために社会に送り出されたときに怪盗Xとなったが、アイに出逢い、行方をくらます。被害者をガラス張りの箱にするという手法は、（シックスによる）笹塚家の惨殺現場を訪れたときに、アイが「ガラス張りならもっとよく見える」と助言したことから。
アニメ版では刑事に化けて弥子の父・誠一を殺害した犯人であり、アニメ版における最終的な敵である。また、シックスが登場しないため正体も異なっている。
アニメ版の正体は、南米のシャラート村で非業の死を遂げたセレンの子であり出生は20年前。セレンもまたX同様に顔を自在に変化させることが出来たらしく、Xは自分がネウロと同じ魔人なのではと考えていたが、それはネウロから否定されている。また作中、弥子の父・誠一との親子関係、及び弥子との異母姉妹関係が仄めかされた。
アイ / イミナ
声 - 上原さやか（ドラマCD版）
怪盗Xの従者を名乗る女性。めちゃくちゃなXの後方支援を担当。性格は寡黙で礼儀正しく、冷徹で常に無表情。
前身は某国の最も優秀な特殊工作員（テロリスト）。航空機を墜落させ、間接的に数多の要人を暗殺していたことから飛行機落としのイミナとの異名を持つ、国際的指名手配犯。工作員時代の彼女は「優秀な自分も、愚かな祖国も、大差なく限界のある人間にすぎない」と考え、淡々と任務にあたっていた。だが常識を打ち壊す「人間」Xと出会い、価値観が一変する。「イミナはXに殺され、iが生まれた」と自称する。
Xの正体を知りたいと思い、共に行動する。Xは彼女の中身にも興味を持っているが、「Xの中身を見つけるのが先、アイの中身を見るのは後」と断っている。支援役として超優秀で、シックスの組織によるXへの追跡を完全にまいている。新たな仲間である葛西善二郎のことも危険視して追い出している（彼はシックスからのスパイのため、正解である）。
Xの相方が務まる唯一の人物。Xのパワフルさに呆れつつも対応できるだけのスペックがある。コミカルな側面もあり、弥子いわく「Xにツッコミできるのは彼女しかいない」（＝生半可な者ならツッコんだら殺されるだけ）。
弥子を「魔人ネウロ以上のキーマンではないか？」と目をつけていた。ネウロとXの3度目の戦いが終わり、敗れたXを連れて撤退する直前、シックスの拳銃で頭部を撃たれて絶命する。
本名は「季 美兒（イ ミナ）」。1月7日生まれ、25歳。身長166cm、体重52kg。特技は諸事全般。Xとの関係は「日によって主人、子守り、友人、恋人、兄弟、姉妹、他人のいずれか」。
アニメ版にはほとんど登場せず、第19話で後ろ姿が僅かに描かれているのみとなっている。
大菅 依（おおすが より） / 蛭（ひる）
未解決殺人事件の犯人溶解仮面（ようかいかめん）。今までに犯した殺人と同じ数のコウガイビルの刺青を体中に彫っている。元は長野県にある農村出身のおとなしい青年だが、進学した都会の名門高校で嫉妬と差別によるリンチを受けた。復讐として、押さえつけた相手の顔に狐を模した仮面から消化液を垂らすという手口で、自分をいじめていた学生を何人も殺した（アリバイ工作のため未解決未逮捕）。この頃に怪盗Xと出会い、仲間になる。Xからは「依（よる）・蛭（ひる）」と名付けられており、依と蛭＝昼と夜という彼の二面性を意味する。
怪盗Xの電子ドラッグで強化され、ネウロへの刺客となる。ネウロを殺すために故郷の村で地主の狸崎登志男（さとざき としお）を殺害し、『謎』を作り上げた（ネウロ曰く、養殖まがい物の謎）。トリックを解かれた後、初期の計画通りにネウロをおびき出し、戦うが一蹴される。この裏でXは弥子を拉致しており、陽動としての役目は果たした。使い捨てにされてなお、Xへの信望の念は変わらず、魔人ネウロに人間の可能性を力説しながら力尽きた。逮捕されたが、Xへの記憶は電子ドラッグによって消されており、完全に抜け殻と化した。
9月27日生まれ、21歳。身長177cm、体重69kg。故郷のことは「それなりに好き」。心の故郷は「スタンド・バイ・ミーの沼」だと思っている。

## 電人「HAL」と洗脳者達
電人「HAL」の暴走により、春川教授と電人「HAL」の作り出した電子ドラッグによって洗脳され、犯罪に至った。なお、いずれも何らかの願望は持ってはいるが、犯罪を起こすつもりのなかった人物である。後述以外にも「急に」犯罪を起こしたくなった人間（電子ドラッグVer1被洗脳者）や、ネウロらを見るとなぜか襲い掛かってくる人間（主にVer2被洗脳者）などが多数登場する。HAL消滅後、HALが全責任を負ったことと、犯罪に走り事件を起こした時の記憶を持たない故、彼らの罪は問われなかった。
電人「HAL」（でんじん ハル）
声 - 津嘉山正種
春川英輔が自身の脳をコンピュータに読み取らせて複製したプログラム人格。春川の思考のコピーだが、過激化しており、目的達成のためには手段を選ばない。春川と自分を「別」と考え、学生達を操りオリジナルの春川を殺す。1台のスパコンであるため、電子ドラッグで人間を兵隊化して身を守る。電脳世界こそ彼のフィールドであり、ネウロでも勝てない。作中では単にHALと呼ばれることが多い。脳噛ネウロを「名前通りに、ニューロン（＝脳細胞）の申し子」と評した。
「記憶の中の本城刹那をプログラムとして蘇らせること」を目的とする。春川は、その決意をパスワードに籠めた。
3体のスフィンクスで時間を稼ぐうちに、自分は某国が日本を助けるべく派遣した原子力空母「オズワルド」を逆に占領する。世界中のスーパーコンピュータを集め、計算能力をさらに強化しようと図る。ネオスフィンクスが司る空母の兵装、2万人の洗脳兵、パスワード、そして知性の結晶たる『謎』という多重防御。いざとなれば原子炉を自爆させるという脅し込みである。
空母のコンピュータに乗り込まれ、弥子にパスワードを破られ、ネウロに謎を解かれた上に叩きのめされ再起不能となる。ネウロ曰く、その知性は極上の謎であった。
刹那との再会などできるわけがないと、本心では理解していた。最終的には敗北を認め、弥子に電子ドラッグのワクチンを託し、デリートしてもらうことで自ら死を選ぶ。知性のみの存在であるHALは削除され消滅していき、消え去る直前の「刹那」まで抱いていた記憶こそ、ずっと求めていた本城刹那であった。
残骸HALIIが、Xにコピーされ、Xがシックスに確保されたことで、HALの知と対ネウロ情報がシックスの手に渡ることとなる。
穂村 徹行（ほむら てつゆき）
声 - 中村悠一
塗装工を勤めるガテン系の青年で、消化器型火炎放射器を使って連続放火事件を起こしていた。放火する際は「急に」アキバ系オタクのような格好に姿を変えたくなる。放火をすると「燃える（＝萌える）」と述べていたが、弥子の質問を受けた時に自分でもなぜ燃えると萌えるのか理解できず錯乱、最後はネウロにより自分自身が「燃えキャラ」にされてしまう。その後の調査で電子ドラッグを見ていたことが判明する。
HAL消滅後はワクチンの効果で正気を取り戻すが、電子ドラッグの影響で目覚めた「色々なものに萌える」性格がそのまま定着し、完全にアキバ系オタクとなっている。操られていたとはいえ罪の意識があり、火の恐ろしさも知り、叔父である葛西善二郎と再会した際には「仲間（血族）になれない」とされ、別れた。
アニメでは葛西善二郎が全く登場せず、関連の設定やシーンが丸ごと消えている。
朝永 博斗（あさなが ひろと）
声 - 勝杏里
錯刃大学院生。電子ドラッグによって「銃殺願望」を増幅される。スフィンクス(1)銃犯罪部隊の担当。仲間たち全員、ネウロに銃弾を反射されて敗れる。事件終結後、HALのワクチンにより元通りの生活に戻った。
3人の中では唯一、アニメ版でも同様にネウロと戦った。
江崎 志帆（えざき しほ）
声 - 河原木志穂
錯刃大学研究生。電子ドラッグによって「貫通願望」を増幅される。スフィンクス(2)レーザー兵士部隊の担当。春川に好意を寄せていたが、HALに操られて春川に止めを刺した。ネウロと戦うが、魔界能力を対策しすぎて逆に単純な欠点があり、見抜かれてあっさり撃破された。
アニメ版ではネウロとの戦闘もないまま、気が変わったHALにスフィンクス護衛を解任させられる。
小柴 達夫（こしば たつお）
錯刃大学研究生。電子ドラッグによって「撲殺願望」を増幅される。スフィンクス(3)撲殺部隊の担当。仲間を率いて弥子達を鈍器で襲うも失敗に終わる。そのため「小柴よりも篚口の方が使える」と判断したHALにスフィンクス(3)担当を解任させられた。
アニメ版では全くストーリーに関わらず、HAL編の後日談で、1カットだけ江崎・朝永と共にいる姿が描かれるのみ。
HALⅡ（ハル ツー）
HALが削除される際、アイが残留データを纏め上げて作り出した残骸のようなもの。データとしては寄せ集めにすぎず、性能はオリジナルのHALの10%以下。「父」と称するHALの計画を遂行しようとするも、刹那に関する記憶も失われていたため、HALの最終目的を「皆殺し」と曲解した。しかし既にXとアイに捕まっており、Xの脳内にコピーされた後、消される。これにより、Xは電子ドラッグを己の技とする。

## 「絶対悪」と「新しい血族」
「絶対悪」と呼ばれる人物「シックス」を筆頭とする一族。人間からさらに進化した「新しい血族」を称している。シックスの要求水準を満たす者は「100人」。軍需企業ヘキサクスを核に、世界中のあらゆる組織に食い込み、脅迫やスパイで根を張る。非血族の協力者も多数。
なお、アニメでは登場前に物語が終了したため存在しない。
「シックス」（SIX / SICKS）
魔人探偵脳噛ネウロにとって最大の敵。本作品のラスボス。「絶対悪」と呼ばれている男で、「新しい血族」の最先端に位置する者。
作中ではカギガッコ付きで「シックス」と強調されることが多いが、本記事では省略する。「シックス」とは血族トップの称号込みでの呼称・敬称であり、「様」などはつかない。呼称には、数字の「6（six）」の意味があり、「六面体の箱」ということで、Xとの血の繋がりが暗示される。同時に「病気（Sick）」という意味があり、「人の姿をしていながら、その常軌を逸したその悪逆さゆえに、人間からは病気と恐れられた」という、血族の恐怖を象徴体現した呼称でもある。
表向きの顔は世界最大の兵器メーカー「ヘキサクス」の会長である死の商人ゾディア・キューブリック。世界中に武器を売り込み、裏では非人道的な科学人体実験を指導している。日本の警察・軍事のトップとは「友人」であるため、犯罪を犯してももみ消される。検体11（怪盗X）、笹塚兵士一家、本城刹那らは、全て彼の犠牲者である。
始祖は7000年前の武器職人であるという。人殺しの手段のみを考え続け、最も悪意の強い子に家業を継がせることをくり返していった結果、脳内の悪意が定向進化していき、遂には外見こそ人間なのに、DNAレベルで人間とは異なる生物にまでなったとされている。その悪性は出生直後からの、真に生まれついてのもの。両親も怪死しており、5歳以前の彼に殺されたことが示唆されている。
絶対悪の名に相応しく、極悪非道を絵に描いたような存在。余興として人質をとった上で無理難題を押し付けて相手が苦しむ様を楽しんだり、面白半分に部下を苦しませて自決させるなど、その悪意は止まるところを知らない。だが、その酷薄な行動とは裏腹に語り口は優しく、その落差が異常性を際立たせる。信奉者達はその底知れぬ悪意に恐怖しつつ魅力を感じ、絶対的に崇拝する。
ホモサピエンスがネアンデルタール人を滅ぼして種を確立させたのと同じように、「新しい血族」は既存人類を滅ぼして種を確立させるべきと考える。つまり自らが「新しい血族」と見なした約100人以外の「人」は全て滅ぶべきであると考えている。大量の人間がいることが前提で食糧（謎）を得られるネウロは、シックスを「生物として邪魔」と嫌う。「謎など、脅迫して作らせればいい」と言ってのけるも、ネウロに養殖と否定される。科学力を以て自分の子孫を作ろうとしたが、シックスが異質すぎて検体11以外の全てが失敗に終わっている。その結果産まれたのが怪盗X=XIであるも、愛情を注ぐ子ではなく、道具でしかない。
当然ながら戦闘能力も高く、さらにネウロからも「弱点を的確に突き相手より優位に立つ天才」といわれ、嫌らしい戦い方をする。能力として「合金と強化細胞の結合技術」を体に組み込んでおり、細胞を金属に変質させることができる。おまけにスペックの高さゆえ、五本指やアンドリューの能力を素で使える。さらに生命力も高く、欠損しようが心臓を取られようが、頭部＝脳を破壊されない限り絶命しない。他人になりすます際には、拷問で情報を引き出した後に頭皮を剥ぎ取ってかぶる。弥子曰く「何千倍も強化された元人間」であり、ネウロには「フルパワーでも手こずる」とまで言わしめた。
17年前にバイオテクノロジーで検体11を造り出し、10年前に人体実験を嗅ぎ付けた笹塚兵士一家を殺し、数年前に本城刹那に薬品を投与して病死させる。本編登場前には、葛西をスパイとしてXの元に潜入させて情報を得る。本編では国際警察捜査員のアンドリュー・シクソンに成りすまして来日し、日本警察の笹塚を利用してXに近づく。正体を現し、アイを殺して、Xを確保する。魔人ネウロの存在を知り、仲間に引き入れようとするも、思想の違いで交渉は決裂。ジェニュインに人間殲滅及びネウロ討伐の指揮を任せ、日本をかつてないテロで襲う。
その後、兵器商としての仕事のため再来日し、日本の警察・防衛のトップに脅しをかけ、製薬施設での非合法人体実験をもみ消す。さらに遊びで自分の情報を流し、誘われた笹塚を返り討ちに殺す。しかし警視総監を説得した笛吹によりテロ犯として全国指名手配、ひいては国際指名手配が確定となる。国外への脱出ルートを封鎖され、やむなく国内にあるアジトに潜伏するが、本城博士の遺言でネウロに居場所を突き止められ、ボディガード達も壊滅する。
廃墟の遊園地で、ネウロ・弥子vsシックス・XIとなる。XIには弥子の始末を任せ、自分もネウロを圧倒する。だが弥子を軽視したことが仇となり、XIがXを取り戻したことで、Xに金属細胞の制御を担っていた心臓を奪われ、劣勢に陥る。XI=Xを捨ててステルス爆撃機で逃げるも、追いついたネウロと、爆撃機の壁面に立ち空中戦を繰り広げる。ネウロの最大技・魔帝7ツ兵器『二次元の刃(イビルメタル)』により左腕と胸部から下を切断され失ってもまだ戦闘続行できるほどのしぶとさを見せるも、空中に放り出されたところに爆撃機で突撃してきたネウロの超音速の蹴りを食らい（意味としては、「靴を全身で舐めさせられる」という最大級の屈辱）、脳を粉砕され遂に絶命した。その悪意に満ち溢れた頭脳のため、ネウロの悪意と自身の末路もすぐに悟ってしまい、逃れられぬ死の恐怖と屈辱を人並み以上に味わわされることになり、最期はこれまでの冷静さを崩し本性を表してネウロを罵倒していた。
XI（イレブン）
シックスの娘であり、シックス曰く「完成された生物兵器」「怪盗Xが探し求めた『自分の正体』」。シックスに捕らえられた怪盗Xが、記憶を消され、改造された状態。外見は「シックスのクローン(雌・17歳)」という出生を反映してか、シックスによく似た10代後半のロングヘアーの少女に変わっており、シックスを「パパ」と呼ぶ。彼女の名前「XI」は、それまでの名前である「験体11」・“怪物強盗『X.I』をかけたものであり、また「VI」の合わせ鏡（VIを上下対称に組み合わせるとXIになる）という意味もある。
パワーはX以上。観察力もさらに進化しており、他人の顔を見ただけで脳内電流＝記憶を読み取れる。記憶を再現しているに等しいため、変身姿と本物は全く見分けがつかない。過去に経験した魔界777ツ能力は克服済。
五本指の活動中はまだ仕上がっていなかったが、ジェニュイン敗北と同じ頃に完成する。シックスへの復讐にやって来た笹塚を、石垣に化けて騙し、致命傷を負わせる。
廃墟の遊園地で、ネウロ・弥子vsシックス・XIとなる。この戦いでは、弥子の記憶を読んで、過去に出会った犯罪者達に変身してオリジナル以上のパワーで攻撃する。シックスに弥子の始末を任せられたことで、弥子と一対一になる。ネウロに完璧に化けるという策で近づくが、ネウロと弥子の絆を侮り、弥子に一瞬で偽物と見抜かれ、動揺する。さらに「怪盗Xにだけ化けていない」と看過され、誘導される形で弥子の記憶にダイブし、アイを思い出したことで怪盗Xに戻る。シックスを騙してダメージを与えるが、代償に「躾」として埋め込まれていた自爆装置を起動された事で心臓を爆破され、更に反撃の袈裟斬りを受け致命傷を負う。最期は、笹塚の死に際の記憶から彼を再現し、弥子に笹塚の言葉を伝え、探し続けていた自分を「今」と見出して、命尽きる。その死に姿は「最後の自分像」に重なる。単行本プロフィールも、自らを「怪盗X」と認めたものとなっている。遺体は弥子と吾代の手で埋葬された。

### 五本指
血族の中でも破壊の権化と称され、テロに長けたスペシャリスト達で構成された集団。五指に対応する五人がいる。5人それぞれ定向進化で獲得した超能力を有しており、それを利用した大規模なテロ行為を行う。また、顔にその人物の力を象徴するかのような生物の紋様が浮かび上がることが特徴でもある（単行本のプロフィールにおいては、この紋様にも名前が付けられている）。
ジェニュイン（JENEUING）
親指・指揮官。五人の中でも古株であり、過去編でシックスの傍らにいることが多い。
イブニングドレスを着たグラマラスな美女。多くの奴隷達を従えているサディストの女王様だが、シックスに対しては忠実な下僕そのもので、彼の傍に置かれて最期は彼の身勝手な要求で命をひねり潰されることを望んでいる。
祖先は群集を意のままに操り幾多の戦乱を引き起こした「魔女」と呼ばれる一族であり（背景にジャンヌ・ダルクが描かれている）、末裔である彼女も場の空気を支配する能力に長けた煽動の天才。対集団戦にて真価を発揮し、基地に突入してきた日本の武装警官隊をたやすく自壊させた。部下には下級の「奴隷」達と上級の「ファン」達がいる。血族入りする前は、圧倒的な演技力で世界中を熱狂させた大女優だった。
数々の失態によりシックスに突き放されてしまい、グリーンX基地でネウロを迎え討ち調教しようとするが、攻めを得意とするネウロに対し、守勢に回ったことが敗因となり、逆にすべての権利を没収されて詰み、ネウロのマゾ下僕となる。その情報を吐くも、シックスの支配力と彼への忠誠心で持ち直し、ネウロのサディストぶりを賞賛しながら奴隷のアランとともに、血族としての機密保持のため自爆した。この勝負でネウロはわかりきった情報しか入手できず、彼女を「血族の中で我が輩に最も鮮やかに勝った」と言わしめた。
本名は「Jenifer=Euing（ジェニファー・ユーイング）」。血族としての名は英語で「本物」を意味する「Genuine」と人間としての名前を掛けたものであり、本物の世界で唯一の観客（シックス）を満足させるという意味もある。6月18日生まれ、51歳。身長177cm、体重60kg。驚異的な若さの秘訣は「無駄にエロい事」。ナンバーワンサディストをシックス、次を己とする。顔の紋様は魔女の「Trial fog」で、顔の右側に浮かび上がる。
葛西 善二郎（かさい ぜんじろう）
人差し指。全国指名手配中の放火魔で脱獄含め前科1000犯を超える伝説の犯罪者。穂村徹行の叔父であり、彼に火の魅力を教えた。当初は怪盗Xの協力者として登場していたが、実はシックスからXへのスパイだった。
シックスからは友人と呼ばれる。ジェニュインに並ぶ古参の指であり、彼女らの全面サポートを任される。ぶっ飛んだ指達の中ではまともな性格で、物事に対して一歩引いた目線からツッコミをすることが多く、感性自体はごく普通の中年男性に近い。シックスや血族に関しても見方はドライ。
かつては派手に生きて派手に死ぬことを人生の目標とし、犯罪者としての死に場所を求めていたが、シックスを前に初めて死を恐怖した。そして「最高最後の犯罪者であるシックスよりも長く生きる」ことを新たな目標とする。長生きするために、隙あらば寝首を掻いて殺そうともするが、軽くあしらわれ、逆に命を握られている。
ピンで「火」の字が描かれた帽子を常に被っており、額の左上から頭部にかけてシックスに出会った時に付けられた漢字の「火」を模した火傷の痕がある。「火火火（ヒヒヒ）…」と笑い、「火ッ（カッ）となった」「火(日)を改めるか」「炭（隅）に置けねェなあ」など、言葉の端々に「火」や火に関する言葉にかけたギャグを使う（その数は1000個以上）。ヘビースモーカーで、1日に8箱分のタバコを吸っている。愛飲の銘柄は絶版となっている「じOKER」で、自宅の冷凍庫に2万箱保管している。
「人間の限界を超えないこと」をポリシーとしており、強化細胞を移植しておらず、血族としての新しい名前も名乗っていない。炎を自在に操るが、血族としての特殊能力ではなく、隠した燃料と火炎放射器を操っているだけのトリック。先祖は神話時代の神（火を用いた人）だというが、葛西自身血族など信じておらず、真偽は怪しい。
DRのサポートを機に日本に帰国しており、他の指を支援する。四本の指が全滅し、シックスが来日したことで、自ら動く。ネウロの先手を取って逃げ回りつつ、東京中のビルを順に炎上・倒壊させる作戦（倒壊ビルで漢数字の六を描く。葛西曰く「しがない東洋人なので(シックスの6を書く儀式を)ここは東洋風に書かせてもらう」）を執る。だが笛吹率いる警官隊に炎を攻略されて追い詰められ、苦肉の策でバックドラフトを起こし、ビルの倒壊に巻き込まれて炎と瓦礫の中に消える。
最終話で火傷と後遺症を負いながらも生き延びていたことが判明。ネウロの再帰を待ち望む姿が描かれている。作中ではネウロと対面していない。
9月1日（防災の日）生まれ。41歳。身長179cm、体重88kg。バブルの輪に入れなかった事を後悔している。顔の紋様は、シックスにつけられた額の火傷＝漢字の「火」。
ヴァイジャヤ（VIJAYA）
中指。インド日系混血の18歳の青年。能力は卓越しているが、年齢ゆえの未熟がある。組織のバイオテクノロジーの中枢を担う重要人材。
父の仕事の関係で日本に移住したが、周囲に馴染めなかったためいじめの標的にされた過去を持つ。家庭は裕福だが、異能者たる自分や母を道具のように見ており、母を過労死させた挙句、自分を母のバックアップ用のデータとして扱っていた父を憎んでいた。そのため、強さに対して強い執着を抱いている。
吾代忍を名で呼ぶほぼ唯一の人物。お互いに「チー坊」「忍クン」と呼び合う、年の離れた友人。5年前に出会い、彼に憧れる様にして半年間追従していた。シックスと出会い、血族入りの儀式として実父を母から教わった毒草の知識を使い、混ぜてはならない調合で作った毒で殺している。
祖先は、5000年前の古代インドにおいて薬学の祖とされる「呪術師」と呼ばれた者達であり、そのDNAを受け継いだ彼は植物と薬物の扱いに長けている。タネを見抜けなければ呪術そのものにしか見えないが、そのカラクリは、種状のカプセルとして隠し持った劇薬を飛び道具として用いるというもの。薬品によって、大樹をそのままピンポイントで投げ飛ばす程の大技も使用する。胃には植物を寄生させており、強化細胞をさらにドーピングする。
本城博士を暗殺するために来日する。再会した吾代の眼前で「昔の自分とは違う」と周囲の人間を殺してみせる。その後、本城博士・弥子・笹塚・吾代の4人を葛西と2人で襲撃するが逃げられる。続いて本城博士の機密文書を探しに湿地帯に来た弥子達を単独で襲撃。吾代に重傷を負わせるなど圧倒する。しかし、ネウロの知恵と笹塚の支援を受けた吾代の反撃をくらい、薬物を逆に打ち込まれて深手を負う。そして吾代になお友人と言われ、かつての人の心を取り戻すものの、血族として機密保持のため自害した。
本名は「Chandra=Aska=Rjunawala（チャンドラ・アスカ・ルジュナワラ）」。血族としての名前はサンスクリット語で「勝利」を意味する「ヴィジャヤ（Vijaya）」から取られている。9月3日生まれ、18歳。身長167cm、体重53kg。呪術師としての才能は「生まれつき完全」。呪うべきものは「力無き者全て」。顔の紋様は彼岸花の「ARkadia ALkadia」で、顔の右下に浮かび上がる。
テラ（TIERRA）
薬指。DRに次ぐ2番目の刺客で、抜群のルックスを持つ白人男性。
顔を傷つけられることを嫌い、傷つけられると豹変して激昂する。女性からはかなりの人気だが、よく物を奪われる体質であるらしくデートなどの際には所持品を車（パーツ単位）から服に至るまですべて盗られるなど、コミカルな一面を見せている。上記の面等を指して葛西からは「めんどくさいバカ」呼ばわりされているが、それ故に一度決めたことを一片の迷いなく遂行できる。過剰なバカはキャラ作りであり、優れた頭脳でさらに恥を捨てることができるという強さである。
祖先は南米文明を蹂躙し、「埋めた」征服者（コンキスタドール）と呼ばれたヨーロッパ人達。末裔である彼もまた、土地に対する超人的な洞察力を持つ。かつてはその能力で不動産ビジネスを営み大成していたが、シックスに出会ってからは、大地の価値を見抜けない醜い人間達を征服し、「すべて埋めてしまいたい」という一念で、過去を捨てて血族入りした。人間を傷つけることを躊躇っている様子も見せたが、決して良心の呵責などではなく、「人間の醜い顔が見たくない」という理由からである。
全身に怪盗Xの強化細胞を移植しており、体内に銃器や刃物など、あらゆる武器を埋め込んでいる。地に潜り自由自在に移動する戦法も得意とする。本気を出すと全身の細胞の構造を変化させ、筋骨隆々の大男となる。ただし、大事な顔だけには副作用を恐れている故に強化細胞を移植していない。
最初に笛吹暗殺を狙うが、警官隊に阻まれ、だが対テロリスト用の麻酔ゴム弾を多数撃ち込まれても倒れず撤退する。本命のテロ作戦に取り掛かり、倒壊させた高層ビルを建設中の低層ビルに杭に見立てて打ち込み、大規模な地盤沈下を起こそうとする。ネウロに挑戦状を送って誘きよせ、人質を盾に追い詰めるが、伏兵笹塚の援護と、X同様の強化細胞の弱点を突かれて敗れた。証拠を残さないため自爆を図るも、ネウロの魔界777ツ能力『透け透けの鎧（イビルサーフェイサー）』で顔のみ保護され、断末魔に歪む自らの顔を鏡でわざわざ見せられながら息絶え、完敗。生首は血族を探る証拠として警察に回収される。笹塚が来なければネウロが勝てなかった強敵であった。
本名は「Pedro=Cortezarro=Torres（ペドロ・コルテサロ・トレス）」。血族としての名前の由来はラテン語で「大地」を意味する「テラ（Terra）」。また、綴りはスペイン語で「地球」などを意味する「Tierra（ティエラ）」からである。8月24日生まれ、25歳。身長186cm、体重70kg。この世で最も美しい存在をシックス、次を己とする。簡単に見抜いた場所は「徳川埋蔵金の埋まっている場所」。顔の紋様は蛇の「Quezalcoatl Conquistadores」で、顔の左上に浮かび上がる。
DR（ディーアール）
小指。執事風の服を着た黒人男性で、シックスの運転手。
表面上は穏やかだが、本性は凶暴で、人間を「ダニ」と蔑んでいる。雅楽が好きで、ジャズが大嫌いであり、他者から見た目でジャズが好きと判断されると豹変して激怒する。
生まれたときからあらゆる才能に優れていたこと、自分だけが持ち得た水を操る能力、そしてどれだけ人間を殺しても全く罪悪感が沸かなかったことを不思議に思っていたところにシックスが現れ、自分の能力の秘密を知らされる。シックスに忠誠を誓い、10万人の命を差し出すことを彼に約束、ナンバー2の座を狙っていた。だが実際には五本指の中では末席にすぎず、ジェニュインとシックスには消費前提で考えられていた。
治水を専門とする「新しい血族」の一派の末裔で、祖先は代々世界各地の大河で治水を成し遂げることで支配者を操って傀儡政治を行っていた（古代中華王朝を陰で支配していたように描かれている。共工のこと）。水の扱いに特化し、全ての水の流れが一目で分かるという。自らを「水の龍」と称し、その能力を「外見に隠された真実を見ることが出来る」と評している。両手には怪盗Xの強化細胞を移植しており、鉤爪や水掻き状に変形させることができる。
ネウロとシックスが対面したときにも、運転手として立ち会っていた。テロ作戦のために再び来日し、東京各地の河川の堤防を崩壊させ、東京の街を濁流に呑み込ませるという人類史上最大のテロを起こす。しかし、大量の人間を殺したことでネウロの怒りを買い、魔界777ツ能力『激痛の翼（イビルトーチャラー）』で地獄のような拷問を加えられた末に、激流に流された。葛西に投網で助けられてリベンジを誓うが、一度負けた（「脳に“折れ目”が付いた」）時点で血族落第とシックスに見限られ、口封じも兼ねて葛西に焼き殺される。消し炭となった彼の遺体は葛西によって洪水の中に蹴り飛ばされた。DR「程度」の犠牲でネウロを弱らせたことは、血族戦争の初戦として大成功だという。
本名は「Daniel=Rousseau（ダニエル・ルソー）」。血族としての名前の由来は「DRagon」と本名のイニシャルから。3月2日生まれ、27歳。身長187cm、体重94kg。この世で最も尊い存在をシックス、次を己とする。顔の紋様はドラゴン（西洋龍）の「Flood of Book」で顔面右上に浮かび上がる。

### その他の配下
サーシャ
北欧系の女性。普段はシューラとコンビで活動している。前身は傭兵。工作部隊として五本指のサポートを行い、一時は日本警察にスパイとして潜入していた。シックス来日後は彼の護衛を担当。強化細胞を移植している。笹塚の襲撃に遭い、ダメージを受けて動けなくなっていたところを、シックスに「間違えて」踏み潰され死亡する。
本名は「Alexandra=Kuznetsova（アレクサンドラ・クズネツォワ）」。23歳。6月12日生まれ。身長168cm、体重53kg。好きな食べ物はイクラ。シューラとの関係は「同姓同名の他人」。いつか消したい奴はシューラ。好きなギャグはシュール。
シューラ
北欧系の女性。サーシャの相方であり、傭兵時代からの付き合い。シックス来日後は主に葛西のサポートにまわる。葛西を助けに行った際に、早坂久宜のロケット弾を喰らい、退場した(その後の生死は不明)。
基本プロフィールは全てサーシャと同じ。サーシャとの関係は「同姓同名の他人」。いつか消したい奴はサーシャ。好きな射撃法は掃射。
一般構成員
設定上100人ほどおり、数十名が登場している。「新しい血族」として選ばれし者たちだが、生殺与奪はシックスの気まぐれ（単行本おまけのギャグでも描かれる）。最初に登場した名ありの「リコ」は、検体11を連れ戻す役目を果たせず、シックスに特製の鋸で死ぬまで腹を削れと無茶ぶりを課せられて嬉し涙を流しながら割腹自殺している。
日本のテロ犯たちは、2度の出来事で壊滅した。1度目は笹塚による襲撃で、ダメージで動けなくなったところをXIに口封じで殺される。2度目は、ネウロがシックスのアジトを襲撃した際に壊滅。
ジェニュインのファン達
非血族。特製金属（シックスのテクノロジー）で重武装して、連携攻撃を行う。ジェニュインに貢献すべく鍛え上げており、ジェニュインは「電子ドラッグ兵などよりもよほど強力」と信頼を置く。だが、守勢という戦い方が、ドSのネウロと相性が悪く、ほんの1分で蹴散らされ、警察に逮捕される。
アラン
非血族。ジェニュインの奴隷であり、スキンヘッドの巨体の男性。1万人の奴隷同士の殺し合いに勝利し、ジェニュインによって大量の薬物を注入されて強化され、残り寿命1日。そこまでしてもネウロにあっさり敗れたことでジェニュインに見捨てられてしまい、逆に自分を気遣ってくれた弥子に協力する。体内に機密保持用の自爆装置が仕込まれており、右手の人差し指を噛むと自身の体内の爆弾が起動し、一定時間後に跡形も残さず爆発する。ジェニュイン敗北後、彼女の下へ戻り、自爆して主と心中、機密を守り切った。

## 協力者
事件後、弥子達に協力的な姿勢をとった人物。全員が「犯」人気投票にエントリーされた。
アヤ・エイジア　
声 - 高山みなみ / 大原さやか（ドラマCD版）/ 歌 - 加賀美セイラ
本名、逄沢綾（あいざわ あや）。探偵事務所開設後の最初の依頼人。世界的な知名度と不動の地位を築いた実力派歌手。プロデューサーの台島 拓郎（だいじま たくろう / 声 - 千葉一伸）とマネージャーの大泉 ひばり（おおいずみ ひばり / 声 - 伊倉一恵）を立て続けに失い、警察の自殺の断定に疑問を抱いて事務所に足を運んだとのことだったが、実際は彼女自身が犯人だった。彼女の「歌声で脳を揺らす」という特異な能力はネウロの興味を引き、犯人達の犯行動機に興味を一切持たなかったネウロが人間の進化の可能性に気付くきっかけとなった。
「世界で自分はひとりきり」だと思っている人間が彼女の歌を聞くと、ダイレクトに脳を揺らされて感涙し、時には感動のあまり失神する。しかしそれは曲を作る彼女自身も同じように「世界中で自分はひとりきり」と感じているからこそ成せることであり、皮肉にも被害者の台島拓郎や大泉ひばりと親しくなり孤独を癒されたことでその力を発揮することが出来なくなったために、彼らを殺害して再び「ひとりきり」に戻ろうとした。探偵弥子に捜査を依頼したのは、罪悪感に苛まれた末の贖罪の賭けだった。
逮捕され、罪を償うために服役しているが、心の整理がついたためか、歌声は「ひとりきり」ではない脳も揺らすまでにレベルアップした。歌声を聞いた者をリラックスさせたり、逆に失神させたりすることも可能。脱獄さえ簡単にできるが、殺した2人への償いと、自分の犯行と心理を看破した弥子への敬意ゆえに、あえて刑務所に服役し続けている。歌のスキルは進化を続けているが、それでも魔人ネウロや新しい血族の脳を揺らすことはできない。
弥子を「探偵さん」、ネウロを「助手さん」と呼ぶ。ネウロが人間ではないことを知る人物の一人。しばしばキーパーソンの一人として再登場しており、刑務所に訪ねてきた弥子に対し、事件解決の大きな鍵となる助言を与えている。最終章では、ネウロと弥子の決裂を知り、刑務所を出てまで弥子に会うため元気づけに来てくれた。
3月27日生まれ、26歳。身長165cm、服役前後を合わせたCDの総売上は7億5千万枚。現在の楽しみは探偵さんと話すこと。
アニメ版では登場はするが9、10話と出番が少なく、原作のように逮捕後の再登場はしない。
早坂 久宜（はやさか ひさのり）
顔が3つあり、変遷する。望月社時代の顔（作り笑顔）、密輸業時代の顔（サングラスで目を隠し、口元に笑み）、そして素顔（ユキだけが知る）。ネウロの犯人の中では数少ない、謎らしい謎は持たない犯人。
初登場時は、望月社の総務部長。社長の望月から「笑顔」を教わり、常に作り笑顔を絶やさない。この顔は「初登場時から既に豹変していた」というもので、お約束犯人パターンの逆。麻薬取引の罪を弥子に着せる計略に乗じ、望月をも始末してトップに立とうと画策したが、ネウロに阻まれて失敗。望月の会社を失脚した後、自分の会社「有限会社笑顔」を設立。輸入（＝密輸）を仕事とする。
ユキ（幸宜）は年の離れた実弟。弟の幼い頃から強い兄弟の絆で結ばれている。望月と出会いにより情報の価値と力に魅せられたことで、一時隔たりが生じたが、再び兄弟で向かい合う機会を得て本来の繋がりを確認し、絆が強まった。
兄弟の頭脳担当。吾代いわく、腹黒策士。金儲けのためなら悪行でも善行でも手段は厭わない。また、表と裏の住民の住み分けを重視し、大金を手にすることに伴う身の危険・死といったリスクも常に覚悟している。ネウロへのリベンジも狙っており、油断ならない。悪人だがコミカルさもあり、弟をリアクションに困らせることもある。
HAL編では、軍用ヘリを調達し、ネウロの空母突入作戦に貢献した。血族とネウロの戦いから距離を置いて、損得を定めるために俯瞰していたが、ユキが葛西に敗れて重傷を負わされたため、葛西と警察の戦いに横殴りをかける。葛西逃亡を手助けしようとしたシューラをロケット弾で蹴散らし、やられた弟の報復を成し遂げた。
1月15日生まれ、36歳。身長182cm、体重80kg。好きな映画はスクリーム、好きなグッズは武器。信頼できる部下は弟。
アニメ版には登場していない。
早坂 幸宜（はやさか ゆきのり）/ ユキ
早坂久宜の弟。年は14歳離れている。当初は名字と本名、および兄弟関係が伏せられていた。兄弟の腕っぷし担当。
望月会社ではトラブル処理班（要は暴力行使である）に所属し、吾代と対決する。コートの中に仕込んだ暗器で一度は吾代を破るものの、再戦でトリックを見破られ敗北。
兄と強い絆があったが、彼が情報を扱う仕事を始めてから疎遠になってしまい、すれ違いによる心の「寒さ」を象徴するように冬物のコートをいつも着ていた。事件の最後に兄と和解し、コートを捨てて身軽になる。兄への呼称も、業務上の「早坂さん」から、素の「兄貴」へと変化。兄を心から尊敬し慕っているが、兄のボケに困惑するギャグもある。
兄が密輸業に転向してからも引き続きサポートする。イメチェンに合わせて、暗器も新調した。手袋の甲に仕込んだ爆薬をパンチで爆発させて、相手を気絶させる。
血族編では、葛西と出くわし、彼に暗器を見破られて重傷を負わされる。これを受けて、兄が葛西に報復を果たす。
12月23日生まれ、22歳。身長176cm、体重63kg。好きな食べ物はアイスクリーム、好きな天気は吹雪。信頼できるキズナは兄弟。
アニメ版には登場していない。
望月 建雄（もちづき たてお）
警視庁OB。退職後、警察時代で得た経験やパイプを利用し、情報調査会社「望月総合信用調査」を設立する。いつも顔がテカっており、笑顔を絶やさない。豹変すると（機嫌が良いと）銀色に光る。早坂久宜に「笑顔」を教えた張本人。弥子達に近づき、あわよくば麻薬密輸の現行犯としてでっち上げ、自社の評判を上げるつもりだったが、早坂兄の裏切りに遭い、殺されそうになる。命は助かったものの、ネウロに弱みを握られ、（便利な）パトロンと化した。
警察時代から、目をつけた部下に仕事を丸投げにするタイプ。自分の無能の裏返しで、人の才能を見出し発揮させることは抜群に上手い。早坂が去った後は業務の大半を吾代に任せっきりにし、自分はゲームなどで遊んでばかりだが、結果として吾代を社会的に大成させている。
楓（かえで）という19歳の妻がおり、彼女に対しては普段の印象とは打って変わり、とても厳格な態度を取っている。馴れ初めについては不明であるが建雄を心から愛しており、建雄も彼女のことを心から愛している様子。
65歳。身長173cm、体重100kg。自分の中に満ちていると思う物質はコラーゲン。実は漢検1級保持者で、かなり難易度の高い漢字も難なく読める。寿司はウニとアナゴしか食べず、最終話では弥子（大使館を乗っ取ったテロリストに対し、釈放後に寿司を奢る約束をしていた）と電話している最中の吾大に勧めていた。
アニメ本編では登場せず、最終話EDに少し登場している。

## スピンオフ小説の犯人
ヤマダ・エンリケ・イチロー / エンリケ・リョサ
「ナツメ・ファミリア」のメンバーでエマの婿候補の一人。スラム出身で粗暴な性格をしている。エマの両親が死んだ際、エンリケが相手のボスを殺害し、「お前は助けられる魂を助ければいい」と塞ぎ込んでいたエマを立ち直らせた。
その正体は20年前にナツメ・ファミリアが潰した「リョサ・ファミリア」のボス「アントニオ・リョサ」の息子。ルイとは双子の兄弟で、二人でナツメ・ファミリアへの復讐を誓い潜り込んでいた。顔を整形している。エマの婿になることでナツメ・ファミリアの乗っ取りを企てており、ルイと共謀し他の婿候補を殺害していた。
一連の婿候補殺しの犯人としてルイが捕らえられた際、即座に殺害した。エマが標的になったことに逆上して殺したというフリをして、幼い頃に交わした「どちらかが原因でもう一方の正体が露呈しそうになったら殺す」という約束に従ったと語ったが、実際はエマへの想いは本物であり、エマ標的の事実を知った瞬間頭が真っ白になり殺してしまったと更に後に語った。
復讐心とエマへの想いの板挟みとなり、半ば復讐を忘れようとしていたが、病気に侵され余命幾ばくもないことを知り復讐心に身をゆだね暴走。乗っ取りを諦めファミリアを潰すため、エマを誘拐し人質として、引換えに大統領候補ロドリゲス・フジカワの暗殺を要求した。隠れ家に乗り込んできた笹塚との勝負に敗れ、エマに本心を吐露しながら、裏切ってしまったルイへの顔向けのためエマに殺されることを願い、エマに銃で撃たれ死亡した。
マルコ・キノシタ / ルイ・リョサ
「ナツメ・ファミリア」のコック。エンリケの双子の兄で、ナツメ・ファミリアに潜り込み婿候補殺しを共謀して行っていた。子供の時に高熱を伴う病に侵され、その後遺症で足を悪くしている。
笹塚の推理により決定的瞬間を押さえられ犯人として捕らえられるが、エンリケにより殺害される。かつての約束に則ったものと思われたが、実際はエンリケの裏切りに近い理由で殺されていたことを彼は知る由もなかった。

## アニメオリジナルの犯人
姫宮 瑠璃（ひめみや るり）
声 - 高橋美佳子
第2話登場。目撃者0の連続殺人事件「ゼロ事件」の首謀者。通称「HIME」。有名政治家の娘で裕福な暮らしをしていたが、幼少の頃から孤独を味わいながら育った。「リンクス」というコミュニティサイトを見つけ、自分と同じ思いをしている仲間を集めて女王気分を味わうが、退会を希望した人間を「私を置いて去ってゆくのは許せない」と、傘に仕込んだ凶器で殺害。しかし、ネウロの計略にはまり、弥子を殺そうとして、変装した吾代に重傷を負わせたことが仇となり、ネウロに正体を暴かれてしまう。豹変時は爪が伸びて顔のメイクが変化し、顔つきも凶悪化、口から蜂蜜の様な金色の涎が流れる。ネウロを殺害しようとしたが魔界777ツ能力『幻覚色眼鏡（イビルイリュージョン）』で返り討ちにされ、心を折られて気絶する。その後、第10話で家電屋のテレビに映し出されたアヤのライブを街中で見ていた。アニメ版では再登場を果たした数少ない犯人。
PS2版ゲームでは、気に入らない者のブログを仲間のブロガーを使って炎上させたり迷惑メールを送りつけたりといった嫌がらせを繰り返し、そのうちの何人かを自殺にまで追い込んでいたという設定となっている。
堂々 ワタル（どうどう ワタル）
声 - 天野ひろゆき
第3話登場。お笑い芸人・満腹 太郎の照明スタッフで、ネタ作りも担当。元は芸人だったが、師匠に「笑いに毒がない」と言われたのがきっかけで転落の一途をたどり、本当の毒を研究するようになってしまった（毒物及び劇物取締法違反で2度の逮捕歴がある）。「笑いながら死ねれば最高に幸せ」という持論で、満腹太郎のライブ中に、あらかじめ天井に仕掛けた冷凍した毒をしみ込ませた糸をスポットライトの効果で溶かして毒を弁当に垂らし、大勢の客を死亡させた。豹変時には、髪の毛が蜘蛛の足の如く伸びて毒蛇のような顔に変化する。石垣から拳銃を奪い石垣を人質にした上現場に残った人間を自身の開発した毒ガスで皆殺しにしようとしたが魔界777ツ能力『幻覚喜劇（イビルコメディ）』で返り討ちにされ逮捕され、最終的に笑いが止まらなくなっていた。
モチーフは実在のお笑いコンビ・キャイ〜ンの2人で、声優としても出演。
杉田 優介（すぎた ゆうすけ）
声 - 石塚運昇
第8話登場。刑事。刑事ドラマ「太陽に走れ」の大ファン。「刑事になってドラマのように拳銃を派手に撃ち合って殉職する」のが夢だった。しかし定年間際になっても銃を持った犯人がすぐ降参するなどの理由で派手に撃ち合うことが出来ずにいたため、拳銃マニアの横井剣次を催眠術を駆使して連続警官射殺犯「コップキラー」に仕立て上げ、銃撃戦を演じようとした。豹変時は髪が伸びて刑事ドラマ「太陽に走れ」の主人公風の姿になる。石垣から銃を奪って逃走するも、ネウロに先回りされて謎を食われる。
入山 芳恵（いりやま よしえ）
声 - 藤田淑子
第11話登場。女優・野間 薫子のマネージャー。脚光（スポットライト）を浴びることに固執する性格。かつては女優志望だったが断念し、代わりに自らの「分身」と考えている薫子を育て、脚光を当てることで心を満たしていた。しかし、その薫子が新進気鋭の女優である西田 芽衣（にしだ めい、声 - 樹元オリエ）にドラマの主役を奪われたのが我慢できず、自らの手で芽衣を殺害。体操選手だった過去を生かしたアリバイ工作を行った。豹変時は髪が伸びて、キャッツ・アイもどきの姿になった。最後は自ら集めたリポーター達のフラッシュを浴び、25階から派手にダイブして死のうとしたが、下で待ち構えていたネウロに謎を食われ、痩せ細った姿で逮捕される。
PS2版ゲームでは設定が異なり、彼女自身が性悪だと感じた芸能人から盗みを働く泥棒で、自らを「怪盗『猫目』」と名乗っている。
霧原 真一郎（きりはら しんいちろう）
声 - 龍田直樹
第15話登場。「キッシー」という恐竜が住んでいると噂の湖「霧神湖」の湖畔にある博物館の館長で、湖のある町の町長でもある。模型マニアで幼馴染の溝口保（みぞぐち たもつ、声 - 北島善紀）と共に、ブロッケン現象を利用して観光客にキッシーが実在すると信じ込ませ町おこしをしていたが、交通事故で死人が出る騒ぎになったために怖気づいて詐欺を自首しようとした溝口を殺害。豹変時は首が伸びてネッシーのような姿に変化する。キッシーを信じてる人々を「ただのアホ」と一蹴し現場に残った人間を骨の様なもので皆殺しにしようとするが、ネウロに魔界777ツ能力『異次元の裏窓（イビルウインドウ）』で幻覚の竜を見せられ、腰を抜かして謎を食われ逮捕された。
黒尾 美野（くろお よしの）
声 - 久川綾
第21話登場。「黒尾形成外科」の院長、黒尾独太の妻。昔、バイク事故で顔に大怪我を負い、独太に助けられたことから彼に恩義を感じている。以後彼の整形手術の実験台となり、何度も顔を変えた後、最終的に独太の理想の女性・飯島玲子と同じ顔になった。独太の整形手術を受けた女性は皆玲子と同じ顔になってしまうので、どれが自分の本当の顔か分からなくなり、玲子と整形手術を受けた女子大生を殺害した後、硫酸で被害者の顔を溶かしていた。だがその犯行動機の奥底には、自分がまだ独太を愛しているという想いがあることを弥子に見抜かれる。硫酸を飲んで自殺しようとするも、ネウロに阻止され謎を喰われた。その後は独太の手によって元の顔に戻ったようである。自白時は、尾が生え、九尾の狐のような姿に豹変する。他の犯人達と違って「人を殺した」ということに罪悪感を持っている。
鎌田 教授（かまたきょうじゅ）
声 - 飯塚昭三
第22、23話登場。南米の遺跡調査団の一員である考古学者。遺跡に天然ガスのパイプラインを通すという政府の計画の反対運動をしている。だがそれは反対運動をすればするほど、パイプライン推進派から受け取る裏金が増えるからであった。そのため、遺跡に魔女が出没したことが知れて工事が中止になるのを恐れ、魔女の写真を撮った付き人のラリッタ・ジョーンズ（声 - 園部啓一）をペットの毒ガエルを用いて殺害。豹変時には自らもカエルの様な姿に変貌し、なぜか天才バカボンのパパの様な口調になる。口から毒液を吐いて抵抗するも、ネウロには効かず謎を喰われた。
チャランゴ・クワバタケ
声 - 千葉進歩
第23、24話登場。南米のとある国にある「シャラート村」の司祭。見た目は若いが、20年前から容姿が変化しておらず、何らかの手段を用いて外見の若さを保っている。20年前、南米女性セレンに振られた腹いせに彼女を「魔女だ」と言いふらした挙句、村人と共に彼女を拷問にかけて殺害した。弥子と共に村を訪れた美央を魔女だと言い張り、儀式と称して美央を殺害。弥子をも殺そうとするが、殺したつもりだった美央の正体が怪盗Xだと知り、恐怖のあまり失禁、一気に本来の年老いた姿に戻ってしまう。命乞いをするもそのまま怪盗Xの手により、自らが儀式に使用していた石蓋に潰されて死亡。

## ドラマCDオリジナルの犯人
磯目亜 愛美（いそめあ まなみ）
声 - 能登麻美子
ドラマCD第一弾の犯人。天知 英生（あまち ひでお）の屋敷のメイドとして雇われていた。穏やかで優しい性格を装っていたが、実際は自己中心的な性格を持つ悪女。看護師免許を持ち、体の弱った天知氏の身辺の世話や食事作りを担当していた。看病することに異常な執着を持ち、そのために彼の病気が完治しないよう細工していたら誤って殺してしまった。天知氏が発した「暗号文とあるレコードの音声（声 - 夏樹リオ）を利用したメッセージ」によって犯行を暴かれ、制裁を受けた。
名前の由来は、他のメイドの野々山 ミハル（ののやま ミハル）と空流 まゆ（くうる まゆ）を合わせて「陸・海・空」である。
柳原（やなぎはら） / 連続誘拐犯＜V＞
声 - 山口勝平
ドラマCD第二弾の犯人。18歳の少年。下の名前は不明。毎年春になると、若くして才能を認められている人間を誘拐し、被害者の声による特徴的なメッセージと犯行声明を送りつけるという、通称「V事件」の犯人として3年前から世間を騒がせていた。超人的な聴力と声帯模写能力を持っており、舌打ちの反響音で周囲の状況を把握したり、体が発する音から相手の情報を知ることができる。その能力を持つが故に、実の父親から化け物扱いされており、8歳の時から父親の経営する病院の地下室で育てられていたため、自身にかなりのコンプレックスを持っており、外界や光を恐れている。そのため、表舞台で才能を発揮している人間に対する嫉妬から犯行を繰り返していた。有名な探偵である弥子を誘拐するも、犯行現場に残された遺留品から居場所を突き止められ、ネウロによって能力を封じられた上、光の下に引きずり出されてしまい、警察に逮捕された。
名前の由来は「voice」「various」「virtual」「visual」の頭文字から。

## ゲームオリジナルの犯人
※名前の読みは明確に判明しているもののみ表記する。
大場新三（おおば しんぞう）
声 - ふくまつ進紗
DS版に登場。ファミリーレストラン「シンデレラ」の店長で、大きなリーゼントが特徴的。綺麗好きで、彼の店内は常に清潔に保たれており、近所のファミレスの中でも一番の人気を誇っていた。だが本性は自らを「キレイの国の住人」と言い張る極度の潔癖症で、それ故に店内の掃除をぞんざいにやっていたアルバイトの田部誠を殺害する。豹変時は舌が伸び、リーゼントに目が浮き出て上から見ると蛇のような姿となる。実は店の食器が綺麗なのは彼がその長い舌で舐めていたからであった。弥子を人質に取るが、ネウロにあっさり謎を喰われる。
中田由希子
声 - 世戸さおり
DS版に登場。ライトノベル作家一色一のファンで同人作家。一色の作品「神道家の人々」の神道ヒロミというキャラのコスプレをしている。神道ヒロミは一色が自分をモデルに描いたと主張し、自分＝ヒロミだと考えている。一色が小説の中でヒロミを殺そうとしたため、正当防衛と称して一色を殺害。最後はネウロに魔界777ツ能力『狂気の圧縮機（イビルプレッサー）』で身も心も二次元にされ謎を喰われた。一色がヒロミの気持ちになって考えたというパスワードを解いていた事から、ヒロミのモデルが彼女だと言う彼女の主張は本当なのかもしれないが、真相は不明。実家は「ラーメン中田」というラーメン屋。
滑川筋男
声 - 小松史法
DS版に登場。「川島球場」の警備員で、かなりの虚弱体質。口癖は「殴らないで」。ほとんどの事柄は言葉で解決できると思っている平和主義者で、異常なほどに暴力を嫌う。リングの上で暴力を振るい続けるレスラーに我慢できず、ドーピングコンソメスープの模倣品の軟膏「ムキムキンDX」を使用してレスラーの花村さとるとレイダー・米田を殺害。犯行を暴かれた後はムキムキンDXを使用して上半身だけ筋骨隆々の姿になり、レスラー谷口と吾代扮するマスク・ド・ゴクドーが戦っているリング上に乱入し2人を倒したものの、ネウロの魔界777ツ能力『過度な愛情（イビルピアレント）』で多量の往復ビンタを食らい、謎を喰われて倒れた。
吉田伝介
声 - 飯田浩志
DS版に登場。人気のファッションデザイナー。風貌や口調は女性そのものだが、れっきとした男性のオネェキャラ。似合わないのに自分のデザインした服を頻繁に着る、女性議員の米山民江を殺害した。ネウロにあっさりと謎を喰われる。
筒見美穂
声 - 松下こみな
DS版に登場。カウンセラーをする一方で、プロファイラーとして日本警察にも協力している。「+1（プラスワン）」事件を笹塚と共に調査していたが、実は姉妹の真澄、説子同様「+1」事件の主犯の1人。真澄の絵に引きつけられた者に無料カウンセリングを行い、殺人願望を持つ人間にはその願望をさらに強め、身寄りのない孤独な人間には美穂への依存を高めることで、行動を操りやすくしていた。弥子に疑われたことを察知し、説子を切り捨てて真澄と共に国外へ逃亡しようとしていたが、逆に説子によって殺害されてしまう。
筒見真澄
声 - 松下こみな
DS版に登場。画家で、北海道に自身のアトリエを所有している。姉妹の美穂、説子同様「+1」事件の主犯の1人。殺人願望を持つ人間を引きつける絵と、身寄りのない孤独な人間を引きつける絵を描くことができる。この能力を使い、「+1」事件における犯人と被害者とを選別していた。説子を切り捨てて美穂と共に国外へ逃亡しようとしていたが、美穂になりすました説子によって殺害される。
筒見説子
声 - 松下こみな
DS版に登場。姉妹の美穂、真澄同様「+1」事件の主犯の1人。幼い頃から両親に虐待を受けており、海難事故に見せかけて殺されかけたが、無事に生還した。しかし以後は蔵の中に閉じ込められ、死んだものとして処理された。その後美穂と真澄に助けられ、「+1」事件に関わることになる。説子は死人扱いなので戸籍にも記録が残っていないことを利用し、実際の殺人の犯行を受け持つことで美穂と真澄のアリバイを確保していた。しかし、美穂と真澄が自分を切り捨てて国外へ逃亡する心づもりであることを知った説子は2人を殺害。単身国外へ逃げようとしていたが、港でネウロと弥子に追い詰められ、全ての罪を認める。
神野美佳（じんの　みか）
PS2版に登場。神野墜一博士の孫娘で、不思議な雰囲気を持った中学生くらいの少女。実は、美佳本人は5歳の時の事故で植物状態となっており、現在の体は墜一博士が人工的に作り出した部品に彼女の脳を移植したものであるため、いわば人形。過去の事故を教訓としてその体は非常に頑丈に作られており、鋼鉄すら握りつぶすパワーも持ち合わせる。その力で、博士の「世の中の悪意を減らす」目的のため悪人ばかりを殺害し暗躍する。当初は博士のことを祖父だとは認識しきれていなかったが、最後は記憶を取り戻し、祖父の前で機能を停止させた。

## 読切版の犯人
皆川翔太（みながわ しょうた）
読切版一作目の犯人で、9歳の小学生。母親の再婚相手である皆川茂（みながわ しげる）に自分が精一杯愛嬌を振りまいたにもかかわらず、向こうが大した反応を示さなかったため、「自分をナメている」と判断し殺害した。最初は普通の小学生のような素振りを見せていたが、ネウロにトリックを暴かれると一変して、態度や言葉遣いが生意気になり、「誰であっても自分をナメることは許さない」という我侭な主張を繰り返す。その後、謎を喰い終えたネウロにナメられたことで心が折れ、今後は謙虚に生きることを決意した。
白金太一（しろがね たいち）
読切版二作目の犯人で、企画会社社員。自分をフッた同僚の赤坂恵美（あかさか めぐみ）を飛び降り自殺に見せかけて殺害した。普段はおとなしそうな顔つきだが、犯行時などには目を見開き、顔中に血管が浮き出た凄まじい形相になり、口調も荒々しくなる。犯行発覚後は弥子にも襲い掛かったが、ネウロに阻まれ叩きのめされた。出現した『謎』の風貌がどことなく本人に似ており、自我を持っていたが、捨て台詞を吐いただけでネウロに食べられた。
余談だが、パラレルワールド設定としてか週刊連載の第一話にて、桂木誠一の葬儀の弔問者にまぎれて登場している。